# AOL
AOL 주식회사(영어: AOL Inc.)는 미국의 온라인 사업 관련 회사이다. 현재는 야후!의 자회사이다.

## 역사
1983년 컨트롤 비디오 주식 회사(Control Video Corporation)라는 이름으로 윌리엄 본 마이스터(William von Meister)가 창립했다. 초기 사업은 아타리 2600 게임기에 전화선으로 게임을 판매하는 것이었지만, 1983년 북아메리카 비디오 게임 위기로 사업을 변경해야 했다.
창업자가 회사를 떠난 후 회사를 맡게 된 스티브 로스는, 사명을 퀀텀 컴퓨터 서비스(Quantum Computer Services)로 바꾸고 당시 가장 인기있던 컴퓨터인 코모도어 64에 퀀텀링크란 이름으로 네트워크를 제공했다. 1988년에는 애플 II와 맥킨토시를 위한 애플링크, IBM PC 호환기종을 위한 PC 링크를 출시하고, 1989년에는 사명을 아메리카 온라인(America Online, AOL)으로 사명을 변경했다.
AOL은 1993년 시작한 공격적인 마케팅으로 PC통신의 선두주자가 됐다. 전통적인 광고에 의존한 경쟁업체들과 달리 AOL은 체험판이 담긴 CD를 무료로 뿌리는 전략을 썼다. AOL은 자사의 CD는 시리얼 상자에서 슈퍼볼 좌석에 이르기까지 온갖 곳에 배포했다. 또한 업계에서 처음으로 시간당 요금을 정액제로 대체했다. 이 캠페인으로 AOL 가입자는 20만명에서 2500만명으로 급증했다.
2000년에 타임 워너가 AOL과의 합병을 발표했고, 이듬해 AOL 타임 워너란 이름으로 출범했다. AOL이 타임 워너를 1820억 달러에 인수하는 거대한 결합은 큰 주목을 받았지만, 곧 역사상 최악의 M&A로 불리게 된다. 닷컴버블 붕괴로 인해 광고 수입이 급감했고, 광대역 보급으로 인해 AOL의 주력 사업인 PC 통신도 가입자 수가 곤두박질 쳤다. 2002년에는 987억 달러의 적자를 봐, 기업 역사상 최악의 기록을 세웠다.
2006년에 AOL은 계속되는 매출 감소에, PC 통신 가입자들에게만 제공하던 이메일 등 여러 서비스들을 무료로 제공하기 시작했다. 결국 2009년 타임 워너가 AOL를 분사시키면서 독립하였다. 이후, AOL는 2015년에 통신 회사인 버라이즌 커뮤니케이션스에 44억 달러로 인수되어 다시 자회사가 되었다. 2017년 7월 AOL는 버라이즌의 다른 자회사였던 야후!와 합병했다.
2021년 AOL은 야후!와 함께 50억 달러에 아폴로 글로벌 매니지먼트에 매각되었다.

## 사업

### 현재
- 전화 접속: 2015년 210만 명이 여전히 AOL의 전화 접속 서비스를 사용했지만, 6년 후에는 그 수가 1만 명 이하로 줄은 것으로 알려졌다.[4]
- 테크크런치, 엔가젯 등 미디어 사업

- AOL 메일
- AOL 데스크탑 골드: 전화 접속과 별도로 제공되는 구독 방식의 웹 브라우저이다.[5]

### 과거
- 넷스케이프 브라우저
- 맵퀘스트

- AOL 인스턴트 메신저

## 같이 보기
- AOL 인스턴트 메신저
- AOL 메일
- 닷컴 버블